# Spelaeochernes dubius
Espèce
Spelaeochernes dubius est une espèce de pseudoscorpions de la famille des Chernetidae.

## Distribution
Cette espèce est endémique du Brésil.Elle se rencontre dans des grottes dans les États de São Paulo et du Minas Gerais.

## Publication originale
- Mahnert, 2001 : Cave-dwelling pseudoscorpions (Arachnida, Pseudoscorpiones) from Brazil. Revue Suisse de Zoologie, vol. 108, no 1, p. 95-148 (texte intégral).